# Pertes du Danube

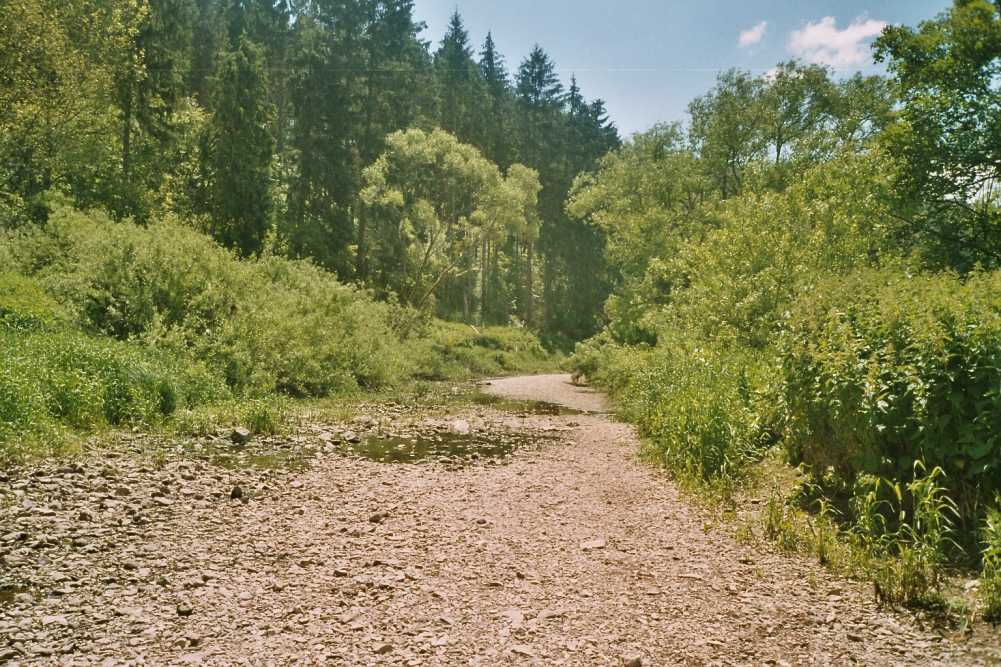
Le fleuve à sec à Immendingen.

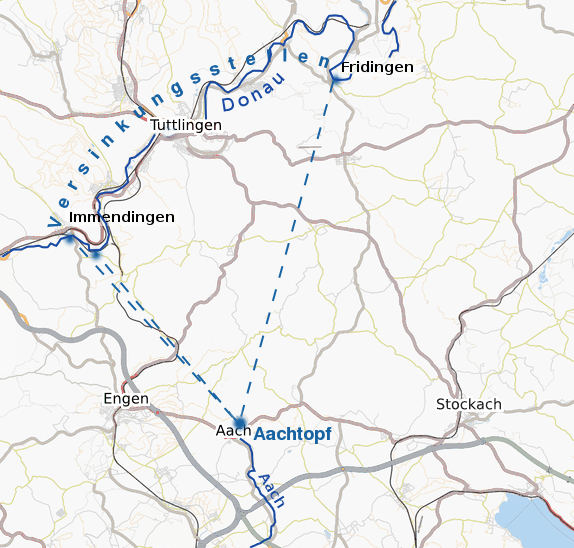
lieux des pertes, et de la réapparition : l'Aachtopf.

Les pertes du Danube, en allemand Donauversinkung, est le nom donné au phénomène de disparition dans le sol, appelé perte en hydrologie, des eaux du Danube sur plusieurs kilomètres entre les communes d'Immendingen et de Fridingen en Allemagne.
Durant la période d'étiage, 150 à 200 jours par an, le Danube s’assèche complètement à cet endroit, ses eaux s’infiltrent dans le sol et, en passant par des rivières et des grottes souterraines, rejoignent l’Aachtopf distant de quatorze kilomètres et qui alimente le lac de Constance et donc indirectement le Rhin. C'est donc un cas où une perte s'accompagne d'une capture, les eaux passant d'un bassin versant à un autre. Le Danube n'est alors alimenté en aval de cette disparition que par deux ruisseaux, le Krähenbach (en) (qui devient de facto la source du Danube en été), et l'Elta (en).

## Hydrographie
L'eau du Danube au niveau des pertes disparaît dans un système d'eau karstique de la formation calcaire bien stratifiée du Jurassique blanc (ox2) et ressort à nouveau dans les calcaires du Jurassique blanc (ki 4) dans l'Aachtopf à environ douze kilomètres de là. Elle se jette ensuite dans le lac de Constance sous le nom de Radolfzeller Aach près de Radolfzell. Ainsi, une partie des eaux du Danube se jette également dans le Rhin. Cette situation géographique est une caractéristique frappante du grand bassin hydrographique européen, qui sépare les bassins versants de la mer du Nord et de la mer Noire.
Comme l'eau s'écoule par une multitude de fissures et de crevasses, petites ou très petites, la karstification en est encore à ses débuts sur ces sites. En revanche, le système de grottes qui s'ensuit jusqu'à l'Aachtopf, c'est-à-dire le bras souterrain du Danube, est probablement déjà bien développé. Cette hypothèse est suggérée de la faible corrélation temporelle des températures de l'eau du Danube et de l'Aachquelle, qui suggère un fleuve souterrain plutôt qu'un système de fentes ramifiées.
Dans les années 1960, Jochen Hasenmayer a découvert et exploré les 400 premiers mètres d'une grande grotte immergée en forme de siphon, la grotte d'Aach, à partir de l'Aachtopf. Ses recherches se sont terminées sur un site souterrain sans issue. L'exploration du système de grottes est en cours depuis les années 1980 dans le cadre d'une initiative privée. Pour cela, une doline a été développée entre-temps dans la zone montagneuse entre le Danube et l'Aachtopf, qui permet d'accéder aux couches aquifères.
Le tunnel d'Immendingen (de) est destiné à contourner les pertes du Danube dans le secteur d'Immendingen.

## Histoire
La première disparition totale du Danube dans la zone des pertes documentée historiquement a eu lieu en 1874. Depuis lors, le nombre de jours d'assèchement par an a considérablement augmenté en moyenne, bien qu'avec de petites valeurs aberrantes. Alors que les mesures effectuées de 1884 à 1904 ont donné une moyenne de 80 jours d'assèchement complet par an et que l'année 1921 détient un record ininterrompu avec 309 jours, en 1922, seuls 29 jours ont été mesurés, mais en 1923 à nouveau 148 jours. De 1933 à 1937, ce nombre est passé à 209 et de 1938 à 1945 à 270 jours.
Le lien entre les pertes du Danube et l'Aachtopf a été prouvé le 9 octobre 1877 lorsque le géologue Adolph Knop de l'Université technique de Karlsruhe a ajouté 10 kilogrammes de fluorescéine de sodium, 20 tonnes de sel et 1200 kilogrammes d'huile de schiste à l'eau de la perte du Danube. 60 heures plus tard, les trois substances sont apparues dans l'Aachtopf comme de l'eau salée "brillante d'un vert éclatant" avec un goût de créosote prononcé. Plus tard, on a étudié le lien entre les différents points d'infiltration. Par exemple, en 1908, un puits a été construit à Fridingen afin de découvrir par des expériences où s'écoulait l'eau de ces pertes.
En 1927, la Cour d'État de l'Empire allemand a été saisie d'un différend qui couvait depuis longtemps au sujet de l'altération quantitative des eaux du Danube entre les États du Wurtemberg et de la Prusse, en tant que souverains des Hohenzollern, d'une part, et l'État de Bade, d'autre part, et qui a été connu sous le nom Donauversinkungsfall (de).

## Évolution prévisible
Il n'est pas possible de prévoir exactement comment la karstification se développera à l'avenir le long des ponors d'infiltration. Le Danube souterrain transporte chaque année environ 7000 tonnes (2700 mètres cubes) de limons calcaires provenant du système karstique de l'Aachtopf. Dans un avenir proche, il est concevable que le système souterrain s'étende ou s'effondre, reconnaissable en surface par des puits ou de nouveaux ponors (trous d'infiltration).
À long terme, l'actuel Danube supérieur sera probablement complètement détourné vers le Radolfzeller Aach, et donc vers le système fluvial du Rhin. Puis les affluents aujourd'hui insignifiants Krähenbach (en) (à Möhringen) et Elta (en) (à Tuttlingen) deviendront les nouvelles rivières sources du haut Danube, qui aujourd'hui déjà transporte moins d'eau que son affluent l'Iller qui le rejoint à Ulm. L'Urdonau (appelé Feldbergdonau dans cette section) a peut-être connu un sort similaire plus en amont à l'époque du Würmien, sur l'actuelle Wutach à proximité de Blumberg.

## Coordonnées
Les eaux du Danube sont capturés entre Immendingen (47° 55′ 45,78″ N, 8° 45′ 26,07″ E) et Fridingen an der Donau (48° 00′ 38,98″ N, 8° 55′ 03,41″ E). Elles émergent à Aachtopf (47° 50′ 48″ N, 8° 51′ 29″ E) et alimentent le lac de Constance à Radolfzell am Bodensee (47° 43′ 58″ N, 8° 56′ 28″ E).
Les deux ruisseaux qui alimentent le Danube sont alors le Krähenbach (47° 57′ 21″ N, 8° 46′ 08″ E) et l'Elta (47° 59′ 06″ N, 8° 48′ 05″ E).